# 仆散五斤
仆散五斤（?—?），女真仆散部人，姓仆散。金朝大臣，金宣宗时参知政事。
金宣宗末年，以仆散五斤为参知政事。元光二年（1223年）十二月庚寅，宣宗驾崩。十二月辛卯，金哀宗奉遗诏于柩前即皇帝位。次年正月初一戊戌朔，改元正大。正月廿一，哀宗开始视朝。大司农、守汝州防御使李蹊为太常卿，权参知政事。平章政事荆王完颜守纯罢职，判睦亲府。仆散五斤罢参知政事之职，充大行山陵使。